# Кеди

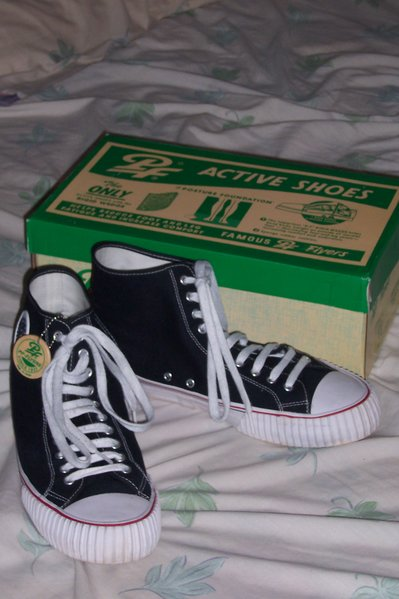
Пара кедів

Кеди — легке спортивне взуття з тканинним верхом і пласкою гумовою підошвою.
Було створене для того, щоб займатись спортом, але невдовзі стало популярним серед людей різних соціальних верств. Зараз кеди не використовуються в жодному виді спорту і їх історичне значення змінилось. Кеди доречніше відносять до стилю «casual». Слово «кеди» походить від американської взуттєвої фірми «KEDS», заснованої у 1916 році. Деякі люди можуть плутати кеди й футбольні бутси, але це зовсім різні типи взуття.
На відміну від кросівок, підошва кед виготовляється з вулканізованої гуми, а верхня частина з тканини, рідше — зі шкіри, еластичних штучних матеріалів.